# Carmen Adarraga
Carmen Adarraga Elizarán (Hernani, 5 de julio de 1921-Hernani, 19 de septiembre de 2004) fue una deportista de Hernani.
Fue la capitana de la primera selección española de baloncesto en 1942, partido jugado ante Italia en la Universidad Complutense de Madrid. Tres veces campeona de España con su equipo, la Sección Femenina de San Sebastián.
También jugó en las selecciones españolas  de balonmano y hockey hierba.

## Premio
En el año 2016 la Diputación de Guipúzcoa, instituyó el Premio Carmen Adarraga para destacar a mujeres destacables en el deporte por su actitud, su carrera y trayectoria.